# 关切人的木乃伊

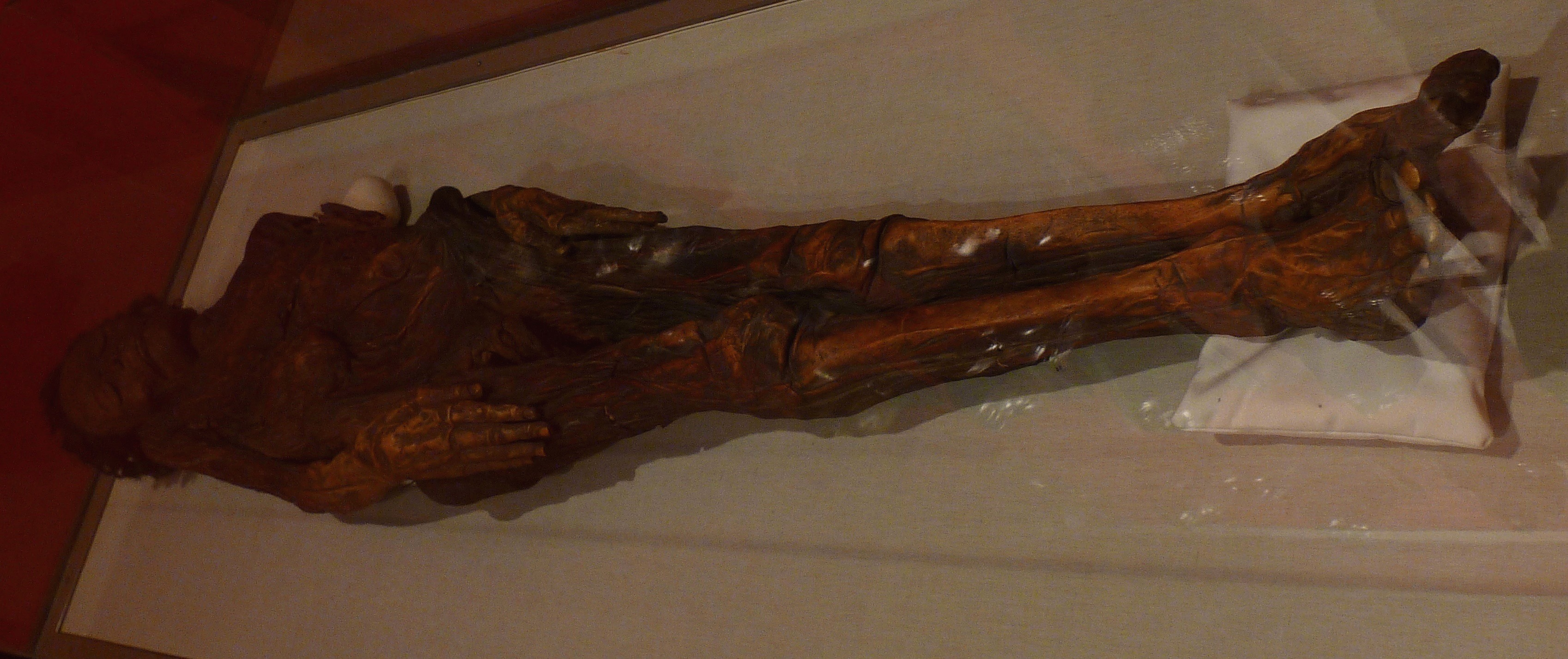
西班牙國立考古博物館的關切人木乃伊（西班牙馬德里)

關切人木乃伊是加那利群島的關切人刻意製作的木乃伊。大多數的木乃伊在史前時期製成，直到十五世紀西班牙入據。 它們的防腐技術與古埃及人類似，不過由於盜墓，很少木乃伊被保留下來。

## 考古記錄

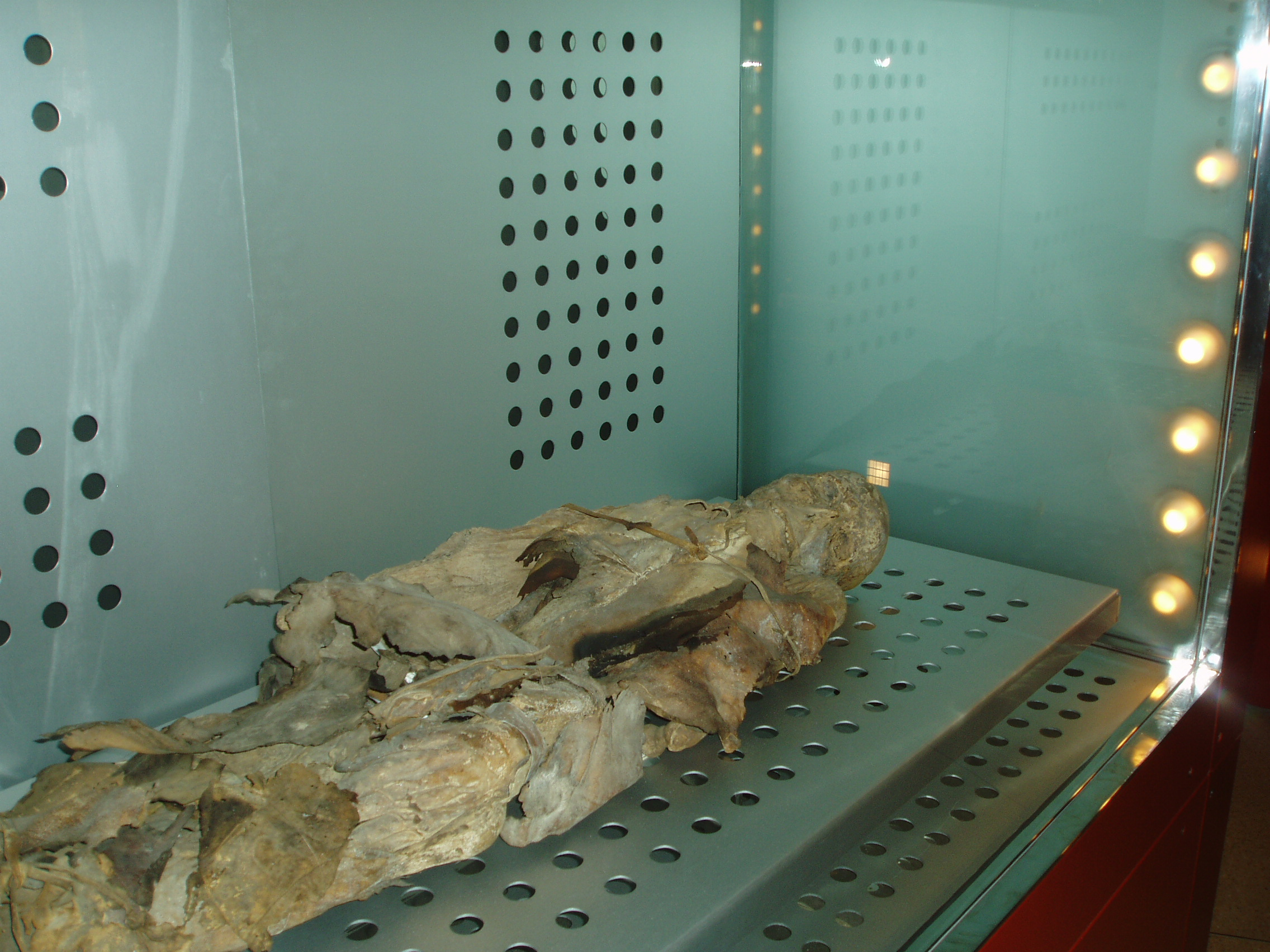
自然与人类博物馆裡的聖安德烈斯木乃伊是少數保存良好的木乃伊，也是關切人木乃伊當中少數被賦予名字的

木乃伊化并非在所有岛屿上都存在。在特內里費島島上找到的木乃伊保存最為良好，也因此最被深入研究。 目前的研究认为，木乃伊的做法主要集中在特内里费岛，而在其他岛屿则由于环境因素而得以保存。
1933年，Uchova關切人墓地在特內里費島南部的圣米格尔-德阿沃纳發現。推測在被盜掠之前有60-74個木乃伊。

## 歷史記錄
根據14世紀西班牙探險家的描述，島上身分低下的關切人埋葬在沙墳墓裡，而上層階級則會製成木乃伊並安放在幽靜的洞穴。 一個大型墓穴裡可能有多達1,000具木乃伊，然而現在島上僅存20具。 木乃伊的大量消失一般歸因於"mummia"（木乃伊磨製成的藥物）的流行。
關切人有一群專門製作木乃伊的男女，他們分別為不同性別的死者製作木乃伊。由於他們的工作性質，因此在關切人的文化裡被視為不潔者。

## 木乃伊的製程
早期探險家記錄下各種與木乃伊相關的當地傳統，不過經過現代的科學分析，關切人木乃伊的製作有三種流程： 取出內臟、防腐、放入填充物。這些流程視木乃伊的時代而有不同的製作組合。
1876年，博士Don Gregorio Chil y Naranjo發現在一些木乃伊上有數個切口，他推測它們的用途是去除內臟。 Don Brothwell在1969年證實了這個推測。Brothwell的科學團隊為一個關切人木乃伊做了病理檢驗， 他們發現該木乃伊不僅已去除內臟，腹腔與胸腔還填滿了含有松樹樹皮的泥狀物。一些特殊的防腐物質的被應用在皮下組織，不過確切成分未明。
1991年，帕特里克·霍恩在加拿大蒙特婁的麥基爾大學為一個木乃伊進行一次檢測，結果發現苔蘚是填塞腹腔的物質之一，此外數種當地植物也是木乃伊的填充物。
身體的外部一般以樹脂與獸皮包覆。樹脂用礦物、植物與脂肪製備。一開始先用樹脂覆及全身以利於其乾燥，並曝曬或煙燻。最後用獸皮包裹死者，然後放入墓穴。獸皮的數量對應死者的社會地位，國王包裹多達15張獸皮。